# Opportunizmus
Az opportunizmus az a tudatos politika, ami megragadni igyekszik minden kínálkozó lehetőséget az előnyszerzésre, gyakran akár az erkölcsi elvek vagy a másoknak okozott esetleges kár figyelmen kívül hagyása árán is.
Az opportunista  a pillanatnyi előnyökért a fontosabb célokat eláruló, önző és elvtelen személy.
Az erkölcstanban az opportunizmust (haszonlesést) szembesíteni szokás a morális tartással (tisztességgel/becsületességgel). Az alapgondolat az, hogy az önérdek és az „elsőség” féktelen hajszolása más lényeges személyes értékek háttérbe szorulásával lehetséges csak. Azonban a határ a jogos önérvényesítés és az antiszociális mértékű önzés között gyakran nehezen meghatározható, és más gondolkodók az opportunizmus mint legitim választás mellett érveltek.

## A marxista filozófiában
A marxista irodalom az opportunizmust a haszonkeresésen kívül a kiegyezésre való hajlandósággal, engedmények tételével is azonosítja, és egyenlőnek tartja a munkásosztály harcának elárulásával a burzsoázia javára.
Többek között Rosa Luxemburg is felvette a harcot a kispolgári opportunizmussal. Mint szervező és mint agitátor, mint napi újságíró és mint teoretikus, aki így ír erről „Posszibilizmus, opportunizmus” c. írásában:
„Az opportunizmus egyébként olyan politikai játék, melyben kétszeres a veszteség: nemcsak az alapelvek vesznek oda, hanem a gyakorlati eredmény is. Teljesen téves ugyanis az a feltevés, hogy a legtöbb sikert engedmények útján lehet elérni. Mint minden nagy ügyben, itt sem a legravaszabbak a legokosabbak. Bismarck egyszer ezt mondta egy polgári ellenzéki pártnak: »Gyakorlati befolyásotokat magatok teszitek lehetetlenné, ha mindig és eleve nemet mondotok.« Mint olyan gyakran, az öreg ebben is okosabb volt a vele egyívásúaknál. Valóban, egy polgári párt, vagyis egy olyan párt, mely a fennálló rendet egészében igenli, de amely e rend mindennapos következményeire nemet mond, afféle korcs képződmény, se hús, se hal. Pontosan ellenkező a helyzet nálunk, mert mi elvi ellentétben állunk az egész jelenlegi renddel. Nálunk minden erő a nemet mondásban, engesztelhetetlen magatartásunkban rejlik. Ez a magatartásunk kelt félelmet és tiszteletet ellenségeinkben, ez nyeri meg a nép bizalmát és támogatását.”
Az évek során egyre inkább úgy tekintettek az opportunizmusra, mint a munkásmozgalom, és általában a radikális erők gyermekbetegségére. A munkásmozgalom kimúlása és a marxista eszmék háttérbe szorulása után már csak pszichológiai értelemben használják a kifejezést.[forrás?]